# Carles Felip de Suècia
El Príncep Carles Felip de Suècia (Estocolm, 13 de maig de 1979) és el segon fill del rei Carles XVI Gustau de Suècia i de Sílvia Sommerlath.
Va néixer al Palau Reial d'Estocolm. Va ser batejat el 31 d'agost de 1979, amb els noms de Carles, Felip, Edmund, Bertil Bernadotte. Rebé els títols de Príncep de Suècia i duc de Värmland. Els seus padrins-joves foren el príncep Bertil de Suècia (oncle del rei), la reina Margarida II de Dinamarca, la princesa Brígida de Suècia i el príncep Leopold Wittelsbach de Baviera.
El néixer, el seu pare li va atorgar el títol de príncep hereu, però molt poc temps després d'aquest succés, s'abolí la Llei Sàlica, que el desplaçà (molt a pesar del seu pare, el rei) a favor de la seva germana gran, Victòria de Suècia.

## Educació
A igual que les seves germanes, Carles Felip Bernadotte va rebre la mateixa educació bàsica. Va assistir a la llar d'infància de la parròquia de Västerled. Durant la tardor de 1986 ingressà a l'escola pública de Smedslätts en el barri de Bromma (Estocolm). Estudià batxiller a l'escola Ålstensskolan també en Bromma. Durant la tardor de 1992 marxà a estudiar a l'Institut de Secundària, Enskilda Gymnasiet (Estocolm).
Assistí al curs preparatiu per fer la confirmació en la parròquia de Vadstena, estudiant en Medevi i celebrant la celebració durant el mes d'agost de 1994.
En setembre de 1994 viatjà a estudiar a Kent (Connecticut), on ingressà en una escola privada on assistí a classe fins a 1996. Llavors es decidí que tornés a estudiar a Suècia i ingressà a l'Institut de Batxiller de Lundsberg on es graduaria en la primavera de 1999.
A l'acabar la seva formació militar, Carles Felip de Suècia estudià disseny gràfic a l'Escola Forsbergs (Estocolm). En 2008 ingressà a la universitat per estudiar economia d'empreses. El príncep va fer a continuació un treball social en la parròquia de Santa Clara d'Estocolm. En setembre de 2006 entrà a formar part de l'escola del National Geographic Society de Washington, per continuar els seus estudis de fotografia, i treballà com a becari durant tres mesos.
En gener de 2009 ingressà a la Universitat de Ciències Agrònomes d'Alnarp a prop de Malmö (Sud de Suècia), per fer cursos de cultiu, tècnica i explotació forestal.

## Formació militar
La tardor de 1999 entrarà a l'exèrcit per realitzar el servei militar en el Batalló Anfibi d'Infanteria en el cos d'Artilleria Costera de Vaxholm. En aquest lloc arribaria a la graduació de comandant d'un dels vaixells de combat per la tardor de 2000, el HMS Carlskrona.
En 2002 ascendí a la graduació de sub-tinent i en 2008 a capità de la marina sueca. Actualment és oficial de reserva. En la tardor de 2007 entrà en el Col·legi Universitari de la Defensa, la Försvarshögskolan, on encara realitza cursets.

## Aficions
Cotxes de carreres, natació, fútbol, esquí, navegar a vela, caçar, explorar la natura i l'atletisme.
Participa en activitats esportives, tant com a esportista o com membre de la familia reial. Va donar suport als darrers Jocs Olimpics i dugué la torxa pels carrers de la seva ciutat natal.
El príncep Carles Felip té llicència per participar en rallys. Participà en 2008 en la competició de carreres de la Cup, conduint un porsche 911 GT3 RS. Els dies 19 i 20 d'abril participà en la carrera de l'autodrom de Knutstorp, a 40 km de Helsingborg. Quedà en la veintena posició.

## Vida Personal
Des de 1998 i fins a març de 2009 el príncep tingué una relació sentimental amb Emma Pernald nascuda el 1980 en Askim, Goteborg (Suècia).
El 13 de juny de 2015 va contraure matrimoni amb Sofia Hellqvist a la Capella Reial d'Estocolm. Tenen tres fills: Alexandre, nascut el 19 d'abril de 2016, Gabriel, nascut el 31 d'agost de 2017 i Julià, nascut el 26 de març de 2021.